# Damenbundesliga 2018
La Damenbundesliga 2018 è la 29ª edizione del campionato di football americano femminile di primo livello, organizzato dalla AFVD.
Il 20 agosto, a stagione regolare ormai conclusa, è stato annunciato il ritiro dal coampionato delle Mainz Golden Eagles, i cui risultati sono pertanto stati annullati e portati a sconfitte a tavolino per 20-0.

## Squadre partecipanti
| Club                   | Città             | Stadio | Sponsor ufficiale | Risultato nella stagione 2017 |
| ---------------------- | ----------------- | ------ | ----------------- | ----------------------------- |
| Berlin Kobra Ladies    | Berlino           |        |                   |                               |
| Cologne Falconets      | Colonia           |        |                   |                               |
| Hamburg Amazons        | Amburgo           |        |                   |                               |
| Kiel Baltic Hurricanes | Kiel              |        |                   |                               |
| Mainz Golden Eagles    | Magonza           |        |                   |                               |
| München Rangers        | Monaco di Baviera |        |                   |                               |
| Munich Cowboys Ladies  | Monaco di Baviera |        |                   |                               |

## Stagione regolare

### Calendario

#### 1ª giornata
| Wilmersdorf 12 maggio 2018, ore 15:00 | Berlin Kobra Ladies | 32 – 9 (0-9 12-0 8-0 12-0) | Hamburg Amazons |  |

#### 2ª giornata
| Wilmersdorf 2 giugno 2018, ore 15:00 | Berlin Kobra Ladies | 30 – 0 (12-0 6-0 6-0 6-0) | Kiel Baltic Hurricanes |  |

| Monaco di Baviera 3 giugno 2018, ore 11:00 | München Rangers | 0 – 8 (0-0 0-8 0-0 0-0) | Cologne Falconets | Dantestadion |

#### 3ª giornata
| Magonza 10 giugno 2018, ore 16:00 | Mainz Golden Eagles | 0 – 20 (a tavolino) | Munich Cowboys Ladies | BSA Mombach |

#### 4ª giornata
| Kiel 17 giugno 2018, ore 11:00 | Kiel Baltic Hurricanes | 0 – 34 (0-0 0-15 0-6 0-13) | Hamburg Amazons | Moorteichwiese |

#### 5ª giornata
| Monaco di Baviera 23 giugno 2018, ore 11:00 | Munich Cowboys Ladies | 25 – 7 (6-0 6-7 0-0 13-0) | München Rangers | Dantestadion |

| Colonia 24 giugno 2018, ore 15:00 | Cologne Falconets | 20 – 0 (a tavolino) | Mainz Golden Eagles | Ostkampfbahn |

#### 6ª giornata
| Magonza 1º luglio 2018, ore 12:00 | Mainz Golden Eagles | 0 – 20 (a tavolino) | München Rangers | BSA Mombach |

#### 7ª giornata
| Amburgo 7 luglio 2018, ore 11:00 | Hamburg Amazons | 7 – 32 (0-13 7-13 0-0 0-6) | Berlin Kobra Ladies | Jahnring |

#### 8ª giornata
| Colonia 15 luglio 2018 | Cologne Falconets | 20 – 3 (6-0 8-3 0-0 6-0) | München Rangers | Ostkampfbahn |

#### 9ª giornata
| Monaco di Baviera 28 luglio 2018, ore 15:00 | Munich Cowboys Ladies | 20 – 0 (a tavolino) | Cologne Falconets | Dantestadion |

#### 10ª giornata
| Kiel 5 agosto 2018, ore 11:00 | Kiel Baltic Hurricanes | 0 – 29 (0-0 0-7 0-19 0-3) | Berlin Kobra Ladies | Moorteichwiese |

| Magonza 5 agosto 2018, ore 15:00 | Mainz Golden Eagles | 0 – 20 (a tavolino) | Cologne Falconets | BSA Mombach |

| Monaco di Baviera 5 agosto 2018, ore 15:00 | München Rangers | 6 – 26 (6-6 0-6 0-0 0-14) | Munich Cowboys Ladies | Dantestadion |

#### 11ª giornata
| Amburgo 11 agosto 2018, ore 15:00 | Hamburg Amazons | 30 – 8 (13-7 7-2 10-6 0-0) | Kiel Baltic Hurricanes | Jahnring |

#### 12ª giornata
| Colonia 18 agosto 2018, ore 11:00 | Munich Cowboys Ladies | 2 – 18 (0-0 2-0 0-6 0-12) | Cologne Falconets | Ostkampfbahn |

| Monaco di Baviera 19 agosto 2018, ore 15:00 | München Rangers | 20 – 0 (a tavolino) | Mainz Golden Eagles | Dantestadion |

#### Recuperi 1
| Monaco di Baviera 25 agosto 2018, ore 11:00 | Munich Cowboys Ladies | 20 – 0 (a tavolino) | Mainz Golden Eagles | Dantestadion |

### Classifica
Le classifiche della regular season sono le seguenti.
- PCT = percentuale di vittorie, G = partite giocate, V = partite vinte,  P = partite perse, PF = punti fatti, PS = punti subiti

#### Gruppo Nord
| Pos. | Squadra                | PCT   | G | V | N | P | PF  | PS  |
| ---- | ---------------------- | ----- | - | - | - | - | --- | --- |
| 1    | Berlin Kobra Ladies    | 1.000 | 4 | 4 | 0 | 0 | 123 | 16  |
| 2    | Hamburg Amazons        | .500  | 4 | 2 | 0 | 2 | 80  | 72  |
| 3    | Kiel Baltic Hurricanes | .000  | 4 | 0 | 0 | 4 | 8   | 123 |

#### Gruppo Sud
| Pos. | Squadra               | PCT  | G | V | N | P | PF  | PS  |
| ---- | --------------------- | ---- | - | - | - | - | --- | --- |
| 1    | Munich Cowboys Ladies | .833 | 6 | 5 | 0 | 1 | 113 | 31  |
| 2    | Cologne Falconets     | .833 | 6 | 5 | 0 | 1 | 86  | 25  |
| 3    | München Rangers       | .333 | 6 | 2 | 0 | 4 | 56  | 79  |
| 4    | Mainz Golden Eagles   | .000 | 6 | 0 | 0 | 6 | 0   | 120 |

## Playoff

### Tabellone
|  | Semifinali | Semifinali            | Semifinali |                       |    | XXVII Ladies Bowl   | XXVII Ladies Bowl | XXVII Ladies Bowl |  |
|  |            |                       |            |                       |    |                     |                   |                   |  |
|  | 1N         | Berlin Kobra Ladies   | 27         |                       |    |                     |                   |                   |  |
|  | 1N         | Berlin Kobra Ladies   | 27         |                       |    |                     |                   |                   |  |
|  | 2S         | Cologne Falconets     | 14         |                       |    |                     |                   |                   |  |
|  | 2S         | Cologne Falconets     | 14         |                       | 1N | Berlin Kobra Ladies | 26                |                   |  |
|  |            |                       |            |                       | 1N | Berlin Kobra Ladies | 26                |                   |  |
|  |            |                       | 1S         | Munich Cowboys Ladies | 6  |                     |                   |                   |  |
|  | 2N         | Hamburg Amazons       | 1S         | Munich Cowboys Ladies | 6  | 8                   |                   |                   |  |
|  | 2N         | Hamburg Amazons       |            |                       |    |                     |                   |                   |  |
|  | 1S         | Munich Cowboys Ladies | 16         |                       |    |                     |                   |                   |  |

### Semifinali
| Wilmersdorf 2 settembre 2018, ore 15:00 | Berlin Kobra Ladies | 27 – 14 (14-0 6-14 7-0 0-0) | Cologne Falconets |  |

| Monaco di Baviera 2 settembre 2018, ore 15:00 | Munich Cowboys Ladies | 16 – 8 (8-0 6-8 0-0 2-0) | Hamburg Amazons | Dantestadion |

### XXVII Ladies Bowl
| Erding 23 settembre 2018, ore 15:00 | Berlin Kobra Ladies | 26 – 6 (6-0 13-0 0-0 7-6) | Munich Cowboys Ladies | Städtisches Stadion |

## Verdetti
- Berlin Kobra Ladies Campionesse della Germania 2018